# Wellnhoferia
Wellnhoferia byl rod malého opeřeného teropodního dinosaura z čeledi Archaeopterygidae. Tento drobný, ptákům podobný dinosaurus žil v období pozdní jury (asi před 150 miliony let) na území dnešního Německa (poblíž Eichstättu). Byl blízce příbuzný "srpodrápým" deinonychosaurům, jako byly rody Velociraptor nebo Deinonychus. Velmi blízce příbuzný byl však zejména rodu Archaeopteryx ze stejné oblasti. Délka těla tohoto teropoda činila jen zhruba 45 centimetrů.

## Nález a zařazení
Zkameněliny rodu Wellnhoferia byly objeveny v 60. letech 20. století v proslulém solnhofenském vápenci a v roce 1988 byly popsány jako fosílie velkého jedince rodu Archaeopteryx. Původní nálezce kostru dokonce považoval za exemplář kompsognáta. V roce 2001 však přišel polský paleontolog Andrzej Elżanowski s poznáním, že se tento exemplář od dalších zástupců druhu A. litographica odlišuje. Má například kratší ocasní část páteře a také čtvrtý prst dolní končetiny. Proto bylo pro tuto fosílii stanoveno nové rodové jméno, Wellnhoferia. Někteří paleontologové (např. Mayr et al., 2007) však s tímto závěrem nesouhlasí a považují welnhoferii za velkého jedince archeopteryxe.